# Jocke Mangs
Joakim "Jocke" Mangs, född 18 december 1981, är en svensk racerförare och tidigare motocrossförare. Mangs har vunnit Junior Touring Car Championship, Mini Challenge Germany och är trefaldig mästare i Porsche Carrera Cup Scandinavia. Han har även tävlat i Porsche Mobil 1 Supercup.

## Racingkarriär

### De första åren (fram till 2002)
Som sexåring började Mangs med motocross. Hans främsta meriter blev ett junior-VM-guld i lag och bra resultat i de amerikanska mästerskapen. När han drabbades av en olycka kunde han inte längre fortsätta, utan bestämde sig för att gå över till bilsport. Efter ett år inom karting började han tävla i Volvo S40-mästerskapet Junior Touring Car Cup, vilket ledde till en total elfteplats. Under det efterföljande året tog han sin första seger i mästerskapet, samt ytterligare fyra pallplatser. I mästerskapet slutade han på sjätte plats, bara två poäng bakom Daniel Andersson och tre bakom Jens Hellström. Under samma år gjorde han även ett inhopp i Swedish Touring Car Championship på Mantorp Park. Mangs placerade sig dock bland de sista i båda racen. De fyra där på följande åren gjorde han uppehåll från racingen och hans enda tävlande blev i Swedish GTR Championship 2002.

### Comeback, Tyskland och Porsche (2005-2010)

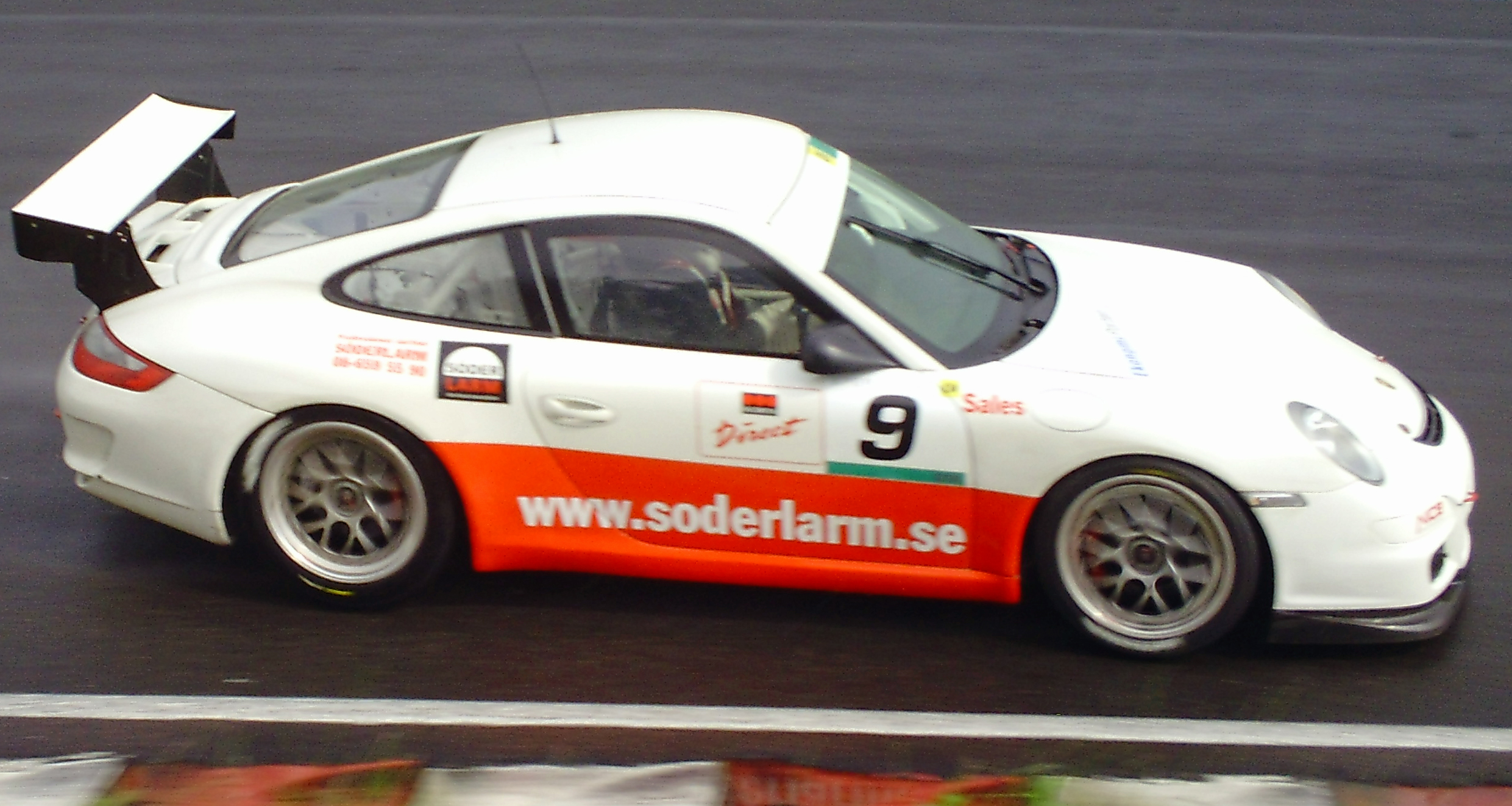
Jocke Mangs eller hans medförare Håkan Ricknäs i Swedish GT Series på Falkenbergs Motorbana 2011.

År 2005 gjorde Mangs comeback. Han tävlade i det nystartade Junior Touring Car Championship i en Peugeot 206 och vann hela mästerskapet efter en mycket jämn säsong, med pallplatser i tio av de femton racen. Mangs flyttade sedan till Tyskland för att delta i Mini Challenge Germany. Han tog två segrar och i slutet av säsongen hade han bara tysken Thomas Jäger framför sig. Det efterföljande året blev han oslagen och vann mästerskapet med två segrar under säsongen.
Efter två år i Mini Challenge bytte Mangs till Porsche och dubblerade genom att delta i både Porsche Carrera Cup Scandinavia och i det internationella mästerskapet, Porsche Supercup. I Scandinavia vann han sju race och hans främsta konkurrent om titeln blev Stefan Söderberg. Mangs var den som till slut avgjorde mästerskapet och stod som mästare. I Supercup fick han dock inga framskjutna placeringar och blev 21:a totalt.
Mangs blev utsedd till "Årets racingförare" när han lyckades försvara sin titel i Porsche Carrera Cup Scandinavia 2009, denna gången med Tony Rickardsson närmast bakom sig. År 2010 blev det dock inte mycket tävlande för Mangs, efter att han lämnat mästerskapet två helger in i säsongen, då han ansåg att han fått för många felaktiga domslut emot sig. Senare under säsongen gjorde han dock ett inhopp i Porsche Carrera Cup Germany.

### GT-racing, Camaro Cup och TTA (2011-2017)

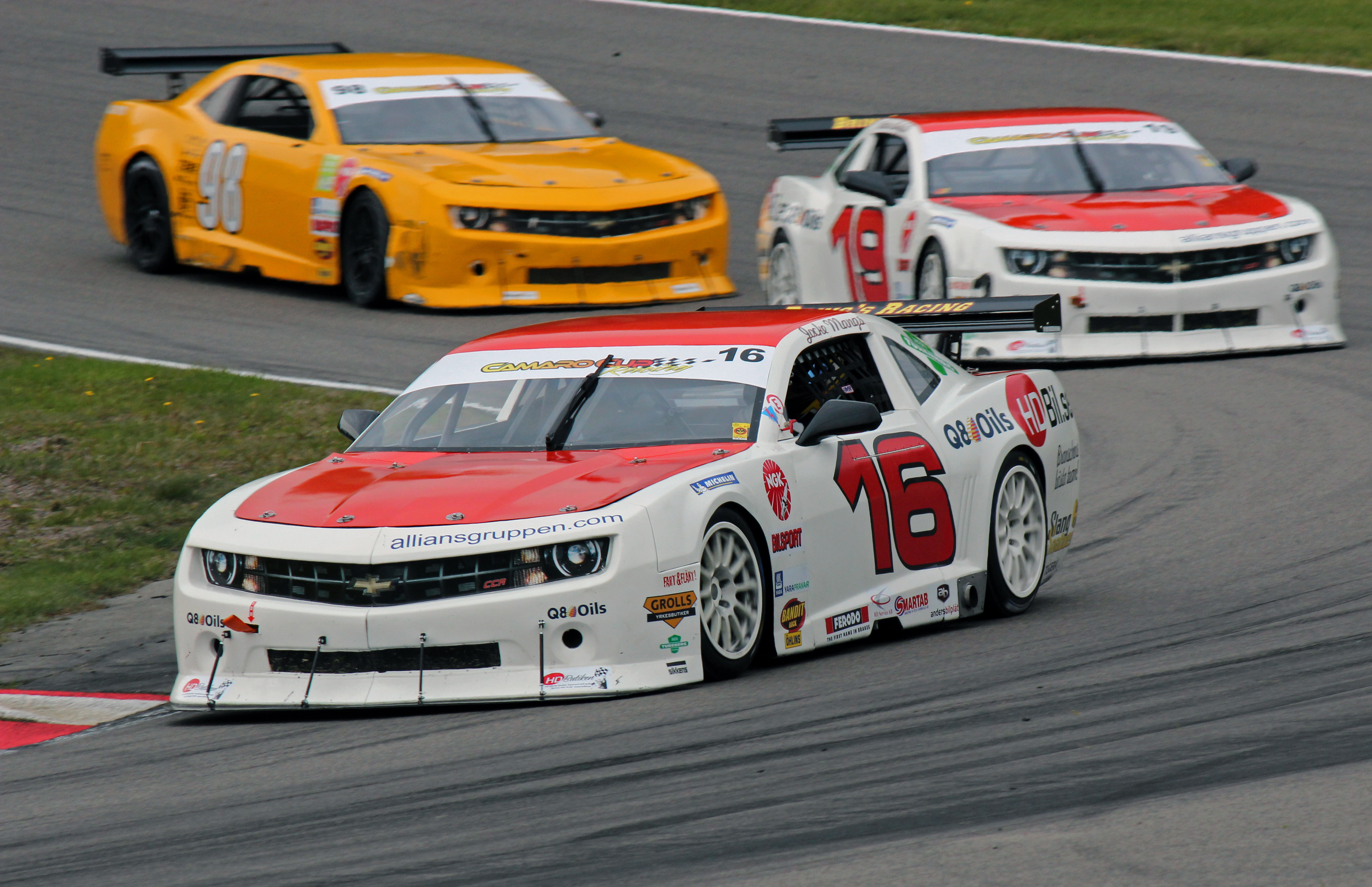
Jocke Mangs i Camaro Cup 2012.

Säsongen 2011 gick Mangs över till GTB-klassen i Swedish GT Series med en Porsche 911 GT3 Cup 997, som han körde tillsammans med Håkan Ricknäs. Han deltog i fyra av säsongens fem race och tog pallplatser i två av dessa. Den första segern i mästerskapet kom på Karlskoga Motorstadion 2012. Under året kör Mangs även i Camaro Cup och det nystartade TTA – Elitserien i Racing, i vilket han ersatte Jan Brunstedt till säsongens femte tävlingshelg. 2013 blev det full säsong i STCC tillsammans med Brovallen Design i en Citroen C5 TTA. Det slutade med en 7:e plats i totalen efter en mycket framgångsrik finalhelg på Mantorp park med dubbla pallplatser. 2014 blev ett mellan år men redan 2015 blev det Porsche Carrera Cup Scandinavia. Fortsättning där under 2016 och nu även under 2017. 

### Karriärstatistik
| År                                               | Klass/Mästerskap                             | Team                      | Bil                     | Totalt/poäng           | Bästa placering               |
| ------------------------------------------------ | -------------------------------------------- | ------------------------- | ----------------------- | ---------------------- | ----------------------------- |
| 1988-1998                                        | Motocross                                    |                           |                         |                        |                               |
| 1999                                             | Volvo S40 Junior Touring Car Cup             | Imser Motorsport          | Volvo S40               | 11:a/42p               | 4:a                           |
| 2000                                             | Volvo S40 Junior Touring Car Cup             | Jan Lindblom Racing       | Volvo S40               | 6:a/78p                | 1:a                           |
| 2000                                             | Swedish Touring Car Championship             | Euro Racing               | Alfa Romeo 156 Ts       | -/0p                   | 18:e på Mantorp Park (Race 1) |
| 2002                                             | Swedish GTR Championship                     | Team Eurotech             | Porsche                 | 8:a/56p                | ?                             |
| 2005                                             | Junior Touring Car Championship              | Privat Team               | Peugeot 206             | 1:a/238p               | Tre segrar                    |
| 2006                                             | Mini Challenge Germany                       | Schubert Motors           | Mini Cooper             | 2:a/269p               | Två segrar                    |
| 2007                                             | Mini Challenge Germany                       | Schubert Motors           | Mini Cooper             | 1:a/263p               | Två segrar                    |
| 2008                                             | Porsche Carrera Cup Scandinavia              | Kristoffersson Motorsport | Porsche 911 GT3 Cup 997 | 1:a/301p               | Sju segrar                    |
| 2008                                             | Porsche Supercup                             | tolimit Motorsport        | Porsche 911 GT3 Cup 997 | 21:a/22p               | Två elfteplatser              |
| 2009                                             | Porsche Carrera Cup Scandinavia              | Xlander Racing            | Porsche 911 GT3 Cup 997 | 1:a/357p               | Fyra segrar                   |
| 2010                                             | Porsche Carrera Cup Scandinavia              | Westlife Racing           | Porsche 911 GT3 Cup 997 | 17:e/94p               | 1:a                           |
| 2010                                             | Porsche Carrera Cup Germany                  | MRS Team                  | Porsche 911 GT3 Cup 997 | -/0p                   | 15:e på Oschersleben          |
| 2011                                             | Swedish GT Series - GTB                      | Ricknäs Motorsport        | Porsche 911 GT3 Cup 997 | ?                      | 2:a i Falkenberg              |
| 2012                                             | Swedish GT Series - GTA                      | Ricknäs Motorsport        | Porsche 911 GT3 Cup 997 | säsongen pågår         | säsongen pågår                |
| 2012                                             | Camaro Cup                                   | HD Bil.se/Brings Racing   | Chevrolet Camaro Gen-5  | Årets Rookie total 2:a | Årets Rookie total 2:a        |
| 2012                                             | TTA – Elitserien i Racing                    | Brovallen Design          | Citroën C5 TTA          | säsongen pågår         | säsongen pågår                |
| 2013                                             | STCC - Scandinavian Touring Car Championship | Brovallen design          | Citroen C5              | 7:a                    | Två pallplatser               |
| 2014                                             | Inget tävlande                               | Inget tävlande            | Inget tävlande          | Inget tävlande         | Inget tävlande                |
| 2015                                             | Porsche Carrera Cup Scandinavia              | Team bennys               | Porsche                 | 3:a                    | 2:a                           |
| 2016                                             | Porsche Carrera Cup Scandinavia              | Team bennys               | Porsche                 | 3:a                    | 1:a                           |
| 2017                                             | Porsche Carrera Cup Scandinavia              | Team bennys               | Porsche                 | Mästare                | 1:a                           |
| Senast uppdaterad: 2012-08-17 (4519 dagar sedan) |                                              |                           |                         |                        |                               |